# Christa Pike
Christa Gail Pike (geboren am 10. März 1976) ist eine US-amerikanische verurteilte Mörderin und die jüngste zum Tode verurteilte Person in den USA seit dem Furman-Fall in den 1970er Jahren, bei dem mehrere Jugendliche zwischen 14 und 19 Jahren aufgrund von Vergewaltigungen mit Todesfolge ein Todesurteil erhielten. Sie war 20, als sie für den Foltermord an ihrer Klassenkameradin Colleen Slemmer, den sie mit 18 beging, verurteilt wurde.

## Familiärer Hintergrund und Kindheit
Christa Pike wurde 1976 als Tochter von Carissa Hansen und Emil Glenn Pike in Beckley, West Virginia geboren. Ihre Eltern hatten eine turbulente Beziehung: Nach zwei Jahren Ehe schieden sie sich nach einem Seitensprung der Mutter für ein Jahr und heirateten wieder für zwei weitere Jahre nach einem Selbstmordversuch derselben. Beide Elternteile vernachlässigten ihre Tochter regelmäßig. Eine Tante stellte fest, dass sie „durch das Haus über Hundescheiße krabbelte“ und ihre Mutter stets weiter Party feiern wollte, selbst wenn das kleine Mädchen schwere Verletzungen am Körper hatte. Pikes Großmutter väterlicherseits war die einzige, die sich regelmäßig um sie kümmerte; Pike glaubte, dass diese die einzige war, von der sie je geliebt wurde. Als ihre Großmutter 1988 starb, machte Pike ihren ersten Selbstmordversuch im Alter von 12 Jahren, für den sie eine geringe Aufmerksamkeit durch ihre Eltern bekam.
Pikes Lebenssituation blieb über ihre Teenagerzeit instabil, wobei sie sowohl Opfer von Gewalt war als auch selbst Gewalt an anderen ausübte. Einer der Lebensgefährten ihrer Mutter schlug sie ins Gesicht. Zudem war sie in dieser Zeit häufig in kriminelle Taten verwickelt. Während Pike daraufhin bei der neuen Familie ihres Vaters lebte, beschuldigten sie ihre Halbschwestern, von ihr gemobbt zu werden, weswegen ihr Vater sie fortschickte.
Pike selbst behauptete, ebenfalls mehrfach belästigt und sexuell missbraucht worden zu sein; sowohl ihre Freunde als auch ihre Familie zweifelten allerdings diese Anschuldigungen an und unterstellten ihr, eine pathologische Lügnerin zu sein. Es gibt aber den Fall, dass ein Mann ihr am Telefon androhte, sie zu vergewaltigen; als Reaktion suchten ihn Pike und eine Freundin auf einem McDonald's-Parkplatz auf und schlugen mit einem Stock.
Obwohl sie als Kind sehr intelligent war, führte ihr instabiles Familienleben dazu, dass sie regelmäßig die Schule wechselte. Dadurch verschlechterten sich ihre Schulnoten mit zunehmendem Alter rapide. In der zehnten Klasse wurde sie für ein Jahr in eine Jugendanstalt geschickt, wo sie Interesse am Job Corps, einem Regierungsprogramm mit dem Ziel Jugendlichen mit geringem Einkommen zu helfen, Karriereskills und Sprechtraining zu erhalten, bekam.
1994 befand sich Pike in ihrem letzten Jahr des Job Corps in Knoxville, Tennessee. Pike war in diesem Zeitraum frisch mit einem Mann namens Tadaryl Shipp liiert. Gemeinsam entwickelten sie ein Interesse für Okkultismus und Satanismus.

## Tathergang
Pike wurde auf ihre Job-Corps-Klassenkameradin, die 19-jährige Colleen Slemmer, eifersüchtig, da sie sich einredete, sie würde versuchen, ihr ihren festen Freund Tadaryl Shipp zu „stehlen“; Freunde von Slemmer wiesen die Anschuldigungen allerdings zurück. Mit ihrer besten Freundin, der 18-jährigen Shadolla Peterson, plante Pike Slemmer in ein abgelegenes, stillgelegtes Dampfkraftwerk in der Nähe des Campus der University of Tennessee zu locken, um sie dort zu quälen. Daher verließen am 12. Januar 1995 Pike, Shipp, Peterson und Slemmer den Schlaftrakt der Schule und machten sich in den Wald nahe des Kraftwerks auf, unter dem Vorwand, gemeinsam Marihuana zu rauchen und Frieden zu schließen.
Nach der Ankunft an der ausgewählten Stätte wurde Slemmer von Pike und Shipp angegriffen, während Peterson „Schmiere stand“. Späteren Ermittlungen zufolge wurde Slemmer in den folgenden 30 Minuten geschlagen und verprügelt sowie mit einem Messer verletzt; zudem ritzte Pike ihr ein Pentagramm in ihre Brust. Zum Schluss schlug Pike Slemmers Schädel mit einem Stück Asphalt ein, wodurch sie schließlich getötet wurde. Pike packte sich ein Bruchstück von Slemmers Schädel als Trophäe in die Jackentasche.
Pike begann das Schädelstück stolz in der Schule herumzuzeigen und binnen 36 Stunden wurden die drei verhaftet. Das Logbuch der Einrichtung zeigte, dass Pike, Shipp, Peterson und Slemmer zusammen gegangen waren, aber nur zu dritt zurückgekehrt waren. Ermittler fanden zudem das Schädelstück in Pikes Jackentasche. Bald nach der Verhaftung gestand Pike der Polizei, Slemmer gefoltert und getötet zu haben; allerdings behauptete sie, sie hätte Slemmer nur verängstigen wollen, jedoch sei die Sache außer Kontrolle geraten.

## Prozessverlauf und Gesuche zur Strafminderung
Während des Prozessverlaufs wurde die Anklage durch Beweise und Pikes Geständnis getragen. Pike wurde wegen Mordes und Verschwörung zum Mord angeklagt. Am 22. März 1996 wurde Pike nach nur wenigen Prozessstunden für schuldig in beiden Fällen erklärt. Am 30. März desselben Jahres wurde sie für die Mordanklage zum Tode verurteilt und wegen der Verschwörung zu 25 Jahren Haft verurteilt. Shipp erhielt eine lebenslange Freiheitsstrafe mit der Chance auf ein Freilassungsgesuch nach 25 Jahren. Peterson, die als Kronzeuge auftrat, erhielt eine Bewährungsstrafe.
Im Verlauf der Jahre nach dem Todesurteil versuchte Pike durch Einwirkung auf die Gerichte in Tennessee sowohl das Urteil in eine lebenslange Freiheitsstrafe umzuwandeln als auch den Zeitraum zur Durchführung der Hinrichtung zu verkürzen. Tatsächlich sitzt sie jedoch weiterhin in der Todeszelle, und das Datum ihrer Hinrichtung ist ungewiss. Im Juni 2001 und im Juni 2002 entschied sich Pike die Berufung ihrer Anwälte zurückzuziehen, um auf dem elektrischen Stuhl hingerichtet zu werden, obwohl ihre Anwälte ihr von diesem Schritt abrieten. Das Gericht unter Leitung der Richterin Mary Beth Leibowitz ging auf ihre Forderungen ein und legte als Hinrichtungsdatum den 19. August 2002 fest. Pike änderte im Juli 2002 aber wieder ihre Meinung, sodass gerichtlich entschieden wurde, die Verhandlungen wieder aufzunehmen. Am 2. August 2002 entschied das Gericht daher, die Hinrichtung zu vertagen. Im Dezember 2008 versuchte Pike abermals eine Abwandlung des Todesurteils in eine Haftstrafe, was allerdings abgewiesen wurde. Inzwischen sind Pikes Möglichkeiten zur Berufung ausgeschöpft.
Im Mai 2014 begannen Pikes Anwälte bundesweite gerichtliche Verhandlungen. Ihre Anwälte hinterfragen ihr Todesurteil und wollen es folgenden Gründen in eine lebenslange Freiheitsstrafe umwandeln: Wirkungslose Unterstützung durch ihre Strafverteidiger, ihre psychische Störung und die Verfassungswidrigkeit der Todesstrafe gemäß neuerer Gesetze. In einem 61 Seiten langen Papier wurden am 11. März 2016 durch den District Judge Harry Sandlin Mattice Jr. alle diese Gründe zurückgewiesen und eine Strafminderung verneint. Ein weiteres Gesuch zur Strafminderung vom 22. August 2019 wurde am 1. Oktober ebenfalls abgewiesen.

### Weitere Anklage wegen eines Mordversuchs
Am 21. August 2001 griff Pike gemeinsam mit ihrer Mitinsassin Natasha Cornett eine weitere Mitinsassin, Patricia Jones, an und versuchte sie dabei mit einem Schnürsenkel zu erdrosseln, womit sie fast erfolgreich gewesen wäre. Jones saß zu diesem Zeitpunkt mit einer lebenslangen Freiheitsstrafe für den 1994 begangenen Mord an der damals 84-jährigen Alberta Coker in Knoxville ein. Pike wurde daraufhin wegen versuchten Mordes verurteilt. Obwohl das Tennessee Department of Corrections gemäß seinen Ermittlungen sicher war, dass ihr Cornett bei der Tat assistierte, stellten ihre Anwälte fest, dass sie nicht schuldig sei, sodass sie keine Strafe für ihre Tat erhielt.

## Fluchtversuch
Im März 2012 wurde bekannt, dass es Fluchtpläne von Pike gab, in die auch der Vollzugsbeamte Justin Heflin und ein Mann aus New Jersey namens Donald Kohut involviert waren. Obschon aus Sicherheitsgründen kaum Details über die genauen Pläne und ihre Vorgeschichte veröffentlicht wurden, ist Folgendes über den Verlauf des Fluchtversuchs bekannt: Es begann wohl damit, dass Kohut, ein Personal Trainer in seinen frühen 30ern, Anfang 2011 einen Briefwechsel mit Pike startete. Im Juli desselben Jahres nahm Kohut schließlich die rund 1000 km lange Autofahrt von Flemington, New Jersey, nach Nashville, Tennessee, auf sich, um Pike in persona zu treffen. Fortan traf er sie ein- bis zweimal im Monat. Wahrscheinlich entwickelte er in dieser Zeit mit ihr oder für sie einen Fluchtplan. Dabei wurde der Vollzugsbeamte Heflin mit einbezogen, der für Geld und Geschenke einwilligte. Ein Teil des Plans war hierbei, einen Gefängnisschlüssel nachzumachen. Anfang 2012 bekam ein Gefängniswärter einen Teil der Fluchtpläne mit und leitete seine Informationen an die zuständigen Behörden weiter. Dadurch wurde aber das Vollzugsamt aufmerksam, sodass es zu Ermittlungen des Tennessee Bureau of Investigation (TBI) und der New Jersey State Police kam. Zum Zeitpunkt der Ermittlungen waren die Pläne allerdings noch nicht besonders weit fortgeschritten.
Im März 2012 wurde Kohut wegen Bestechung und Unterstützung bei einem Fluchtversuch verhaftet, gleichzeitig wurde Heflin wegen Bestechlichkeit, Amtsmissbrauch und Unterstützung bei einem Fluchtversuch verhaftet. Pike wurde nicht bestraft, da Unklarheit darüber herrschte, inwieweit sie selbst in die Verschwörung involviert war oder im Endeffekt nur Profiteurin gewesen wäre.
Am 31. März 2012 wurde Kohut zu sieben Jahren Gefängnis im Tennessee State Northeast Correctional Complex verurteilt, die er 2019 abgesessen hat. Heflin kooperierte während der Verhandlung mit den Behörden und wurde deswegen nicht bestraft. Allerdings wurde er gezwungen, seinen Dienst bei der Vollzugsbehörde zu quittieren.

## Hinausauszögerung der Hinrichtung
Am 27. August 2021 beauftragte der Generalstaatsanwalt von Tennessee Herbert Slatery den Obersten Gerichtshof von Tennessee, ein Hinrichtungsdatum für Pike festzusetzen. Bedingt durch die COVID-19-Pandemie und diverse weitere Gründe erbaten Pikes Anwälte einen Aufschub und nutzen diese Zeit, weiterhin für eine Strafminderung zu kämpfen. Der Bundesstaat lehnte eine Verlängerung der Verhandlungen allerdings ab. Am 21. Juli 2021 starteten Pikes Anwalt dennoch ein Gesuch zur Verschiebung des Hinrichtungsdatums, aber auch dieser Versuch wurde abgelehnt.
Bis November 2022 hatte Pike alle Rechtsmittel vollständig ausgeschöpft. Gleichzeitig stellte der Oberste Gerichtshof des Bundesstaates fest, dass das Gesetz des Bundesstaates Tennessee, das für Jugendliche automatisch eine lebenslange Haft ohne Möglichkeit auf Bewährung vorsieht, verfassungswidrig ist.
Dennoch versuchten Pikes Anwälte diesen Fall (State v. Booker) für einen Versuch zu nutzen, das Todesurteil von 1996 abzumildern. Sie argumentierten, ihr junges Alter und ihre psychischen Probleme zum Tatzeitpunkt seien Gründe, aufgrund derer sie vor der Hinrichtung verschont werden könnte.
Im Oktober 2023 wies der Knox County Criminal Court Judge Scott Green Pikes Gesuch zurück, mit dem sie darauf hinwies, dass im November 2022 der Supreme Court ihrem Ruf nach Strafminderung kein Gehör geschenkt habe. Der Richter stellte fest, dass der von Pike als Beispiel herangezogene Booker-Fall nur jugendliche Täter in Tennessee behandelte, aber keine Erwachsene. Laut Green war Pike zum Zeitpunkt ihrer Tat rechtlich gesehen erwachsen.
Am 21. Mai 2024 stand noch immer kein Hinrichtungsdatum für Pike fest.
Wenn Pike hingerichtet wird, wird sie die erste in Tennessee hingerichtete Frau seit fast 200 Jahren sein.

## In der Populärkultur
Der Mord an Colleen Slemmer war Thema verschiedener Fernsehshows wie Deadly Women, For My Man, Killer Kids, Martinis and Murder, Snapped: Killer Couples, und Mean Girl Murders. Christa Pike war ebenso Thema der Fernsehreihe World's Most Dangerous Criminals.
Unter dem Titel A Love To Die For schrieb Patricia Springer auch ein Buch über die Tat.